# Partie polityczne w Federacji Rosyjskiej
Partie polityczne w Rosji – w Rosji istnieje system wielopartyjny. Partie konkurują o miejsca w dwuizbowym parlamencie: 450-osobowej Dumy Państwowej i 166-osobowej Rady Federacji (połowa jej członków jest jednak delegowana przez podmioty federacji). W wyniku ostatnich wyborów w parlamencie znalazły się cztery ugrupowania. Realistycznie jednak, od wielu lat jedyne znaczenie ma tylko partia Jedna Rosja stanowiąca zaplecze polityczne Władimira Putina.

## Główne partie rosyjskiej sceny politycznej
- Jedna Rosja (ros. Единая Россия) – założona w kwietniu 2001 roku partia z założenia centrystyczna. Partia stanowi zaplecze polityczne Władimira Putina. Jej liderem jest Dmitrij Miedwiediew.
- Komunistyczna Partia Federacji Rosyjskiej (ros. Коммунистическая партия Российской Федерации, КПРФ) – spadkobierczyni KPZR, powstała w 1993 roku. Od początku istnienia jej przewodniczącym pozostaje Giennadij Ziuganow.
- Liberalno-Demokratyczna Partia Rosji (ros. Либерально-демократическая партия России, ЛДПР) – założona w 1989 roku pozostaje jedną z głównych partii rosyjskiej sceny politycznej. Głosi idee rosyjskiego imperializmu, postuluje między innymi rewizję granic w Europie Środkowej. Jej założycielem był Władimir Żyrinowski. Po jego śmierci, stanowisko przewodniczącego objął Leonid Słucki[2].
- Sprawiedliwa Rosja:Ojczyzna/Emeryci/Życie (ros. Справедли́вая Росси́я: Ро́дина/Пенсионе́ры/Жизнь, СР-РПЖ)

## Lista pomniejszych partii i organizacji politycznych

kompas polityczny

- Rodina (ros. Партия "РОДИНА") – powołana w 2003 roku przez Dmitrija Rogozina. Łączy idee nacjonalizmu z socjalizmem.
- Wielka Rosja (ros. Великая Россия)
- Partia Ożywienia Narodowego "Wola Narodu" (ros. Партия Национального Возрождения "Народная Воля")
- Zjednoczony Front Obywatelski (ros. Объединённый Гражданский Фронт, ОГФ)
- Rosyjski Sojusz Ludowo-Demokratyczny
- Partia Narodowo-Bolszewicka (ros. Национал-большевистская партия, НБП)
- Inna Rosja (ros. Другая Россия, Drugaja Rassija)
- Jabłoko (ros. Российская Демократическая Партия "Яблоко")
- Agrarna Partia Rosji (ros. Аграрная Партия России, АПР)
- Zielona Alternatywa (ros. Зелёная Алтернатува)
- Stowarzyszenie Rodziny Romanowów (ros. Объединение членов рода Романовых)
- Partia Odrodzenia Rosji (ros. Партия возрождения России)
- Rosyjska Partia Sprawiedliwości (ros. Российская партия справедливости)
- Zjednoczona Socjalistyczna Partia Rosji
- Sojusz Sił Prawicowych (ros. Сою́з Пра́вых Сил, СПС) – założona w 1997 roku partia o charakterze liberalnym
- Za Świętą Ruś (ros. За Русь Святую)
- Pokój i Jedność (ros. Российская политическая партия Мира и Единства)
- Partia Ludowo-Nacjonalistyczna (ros. Народная национальная партия)
- Rosyjska Komunistyczna Partia Robotników - Rewolucyjna Partia Komunistów (ros. Российская Коммунистическая Рабочая Партия – Революционная Партия Коммунистов)
- Libertariańska Partia Rosji (ros. Либертарианская Партия России)[3]
- Rosyjska Partia Maoistyczna (ros. Российская маоистская партия, РМП)
- (ros. Русская Национальная Социалистическая Партия, РНСП)
- Rosyjskie Zjednoczenie Narodowe (ros. Всероссийское общественное патриотическое движение "Русское Национальное Единство")
- Unia Demokratyczna (ros. Демократический Союз)
- Partia Narodowej Wolności, PARNAS (ros. Партия народной свободы, ПАРНАС)
- Komuniści Rosji

## Historyczne partie i organizacje o charakterze politycznym
- Komunistyczna Partia Związku Radzieckiego
- Ludowo-Pracowniczy Związek (Rosyjskich Solidarystów)
- Partia Konstytucyjno-Demokratyczna
- Rosyjski Ruch Narodowo-Socjalistyczny
- Socjaldemokratyczna Partia Robotnicza Rosji
- Republikańska Partia Rosji
- Partia Lubiących Piwo (ros. Партия любителей пива)
- Pamięć (ros. Память)
- Socjaldemokratyczna Partia Rosji (ros. Социал-демократическая партия России)
- Nasz Dom – Rosja (ros. Наш дом – Россия)
- Rosyjska Partia Życia (ros. Российская партия жизни)
- Rosyjska Partia Emerytów (ros. Российская партия пенсионеров)
- Narodowo-Socjalistyczna Partia Rosji – efemeryczna